# Sabancaya
El Sabancaya, es un volcán activo del tipo estratovolcán, de 5975 m s. n. m.,
ubicado al oeste de la cordillera Occidental de los Andes, al sur de Perú, en las partes altas de la margen izquierda del valle del río Colca, departamento de Arequipa. El Sabancaya es parte de un complejo volcánico que incluye otros dos volcanes: el Ampato y el Hualca Hualca. El nombre Sabancaya  quechua. Este macizo viene siendo monitoreado actualmente las 24 horas del día por el Observatorio vulcanológico del INGEMMET (OVI) Archivado el 4 de julio de 2020 en Wayback Machine. y Observatorio Vulcanológico del Sur (OVS) del Instituto Geofísico del Perú (IGP).

## Geografía
El Sabancaya es un volcán catalogado como estratovolcán, está conformado por rocas del Mesozoico y Cenozoico. El Mesozóico está representado por rocas sedimentarias marinas que ocupan una extensa superficie situada al costado del macizo volcánico. El Cenozóico corresponde a un período de volcanismo intenso. Del Eoceno al Cuaternario, la actividad volcánica fue casi continua, salvo un lapso de inactividad durante el Oligoceno inferior. 
Durante el Holoceno el Sabancaya ha presentado una actividad que ha consistido en erupciones pliniana caracterizada por la emisión de flujos de lavas andesíticas y dacíticas, y domos de lava, intercalado con algunos depósitos piroclásticos.  Once coladas de lava reconocidas sobre los flancos forman la base del Sabancaya, la más larga se extiende hasta 9 km hacia el Este, hasta los poblados de Cajamarcana y Huacachiguero.

## Proceso eruptivo actual (2016-presente)
El 22 de febrero de 2013, se produjeron 3 sismos vulcanotectónicos (asociados al fracturamiento de material rígido) de magnitudes 4.9, 5.3 y 5.2 Mb en los alrededores del volcán los cuales fueron seguidos por decenas de réplicas. Tras este episodio sísmico, las autoridades consideraron que el volcán Sabancaya había entrado en una etapa pre-eruptiva y elevaron el nivel de alerta técnica a amarilla ya que la actividad fumarólica también había presentado un incremento de manera que se podían observar columnas compuestas de vapor de agua y otros gases volcánicos a más de 800 metros sobre el nivel del cráter. En los meses siguientes, la sismicidad se mantuvo en niveles altos; en algunas ocasiones el número de sismos llegaba a los 500 en tan solo un día. Fuertes sismos se dejaban sentir en el Valle del Colcá así como el ocurrido en la noche del 16 de julio de 2013 (magnitud 6.0 Mw) a escasos kilómetros de la ciudad de Cabanaconde el cual dejó un saldo mayor a 40 personas lesionadas y decenas de viviendas destruidas.
En agosto de 2014 y julio de 2015, el Instituto Geofísico del Perú reportó la ocurrencia de explosiones freáticas de menor tamaño y emisiones importantes de gas magmático (dióxido de azufre).
La noche del 14 de agosto de 2016, un fuerte sismo de magnitud 5.6 Mw remeció nuevamente el Valle del Colca dejando un saldo de 9 personas fallecidas, 68 lesionadas y más de 600 viviendas destruidas. Este evento y sus centenares de réplicas fueron precursores de una explosión freática de menor tamaño ocurrida el 27 de septiembre del mismo año. El 2 de noviembre, MIROVA registró por primera vez una anomalía térmica correspondiente a 2 MW en el norte del cráter principal y el 6 de noviembre, poco después de las 20:00 horas, ocurrió una explosión moderada seguida de emisión constante de cenizas. En diciembre de 2016, las autoridades elevaron el nivel de alerta técnica de amarilla a naranja, considerando que la actividad eruptiva había incrementado (pues se informó que el promedio de explosiones al día era un poco superior a 90), por lo tanto fijaron un radio de exclusión de 12 kilómetros en torno al volcán.
En 2017, las explosiones disminuyeron en número (de 90 a 30 explosiones por día). En la noche del 4 de julio, se produjeron 3 fuertes explosiones las cuales arrojaron cenizas a más de 5500 metros de altura sobre el cráter. El 9 de julio, nuevamente el volcán produjo una fuerte explosión la cual arrojó cenizas a casi 7000 metros de altura sobre el cráter.
En el presente, la actividad eruptiva continúa con valores moderados. Las explosiones se mantienen en un promedio de 30 veces por día y las columnas eruptivas superan ocasionalmente los 5000 metros de altura sobre el nivel del cráter.
La ceniza arrojada a lo largo del proceso eruptivo cayó sobre los poblados de Huambo, Cabanaconde, Tapay, Pinchollo, Maca, Achoma, Coporaque, Yanque, Ichupampa, Chivay, Tuti, Siballo, Huanca y Lluta; afectando a la salud de la gente y del ganado.
Otros datos:
- Las explosiones que viene presentando el volcán Sabancaya en su actual proceso eruptivo son de tipo vulcaniano.
- Se ha reportado caída de cenizas en radio mayor a 80 kilómetros.
- El 23 de abril de 2018, dos vuelos comerciales que partían de Lima a Arequipa tuvieron que cancelarse tras la suspensión de ceniza volcánica en el aire. Un escenario similar se dio el 24 de julio de 2017.
- En horas de la noche es posible apreciar incandescencia en la cima.

## Historia eruptiva
Sabancaya ha sido un volcán muy activo en los tiempos históricos, varios relatos atestiguan actividad eruptiva del volcán en los años 1460, 1752 y 1784 d. C. En la obra de Ventura Travada y Córdoba, titulada "El suelo de Arequipa convertido en cielo", quien fuera cura de las comarcas de Salamanca (valle del río Maran) y Pocsi en Arequipa, se relata lo siguiente a raíz de uno de sus viajes en 1750 por la zona del Ampato-Sabancaya:

"..allá el volcán esta perennemente ardiendo de día y de noche y que no hay noticia de haber hecho estrago alguno el tiempo de la cristianidad aunque tampoco le faltan señas de haber erupcionado sus crudezas en inmemorables tiempos..."

Existen relatos históricos del año de 1784, un 11 de julio, durante el periodo de actividad sísmica posterior al gran terremoto del 13 de mayo de ese año y que destruyó la ciudad de Arequipa, se menciona que en el área de Ampato-Sabancaya, del volcán humea y bosteza fuego.
Después de más de 200 años de inactividad, las primeras señales de reactivación fue indicada en 1981, por los habitantes de Cajamarcana-Huacachiguero situado al pie del volcán Sabancaya. Posteriormente, en 1985 dichos índices que consistían en la salida muy débil y esporádica de fumarolas, ruidos y sismos de baja intensidad, se hicieron más notorios. En 1986 los satélites detectaron un aumento en la emisión térmica en julio de ese año y la intensa actividad se reanudó en diciembre con una intensa actividad fumarólica en el cráter del volcán. Las fumarolas se elevan entre 500 y 1000 metros de altitud con respecto a la cumbre del volcán, haciéndose visible a varias decenas de kilómetros a la redonda, lo que suscita la inquietud de los pobladores de Chivay, Cabana Conde, Huanca, Lluta, entre otros. 
Esta actividad disminuye progresivamente en el curso de los primeros meses de 1987, pero ella fue retomada brutalmente el 7 de agosto del mismo año. En el área del volcán, los lugareños del Huacachiguero son afectados por los gases (H2S) que salieron abundantemente del cráter. Las fumarolas eran cada vez más abundantes, con intervalos de 20 a 30 segundos y a veces de 1 minuto, los colores varían del blanco al gris claro y amarillento. 
Durante 1989 y los primeros meses de 1990 esta actividad permaneció casi regular. La actividad eruptiva se incrementaría notoriamente entre el 28 de mayo y 5 de junio de 1990, durante esta época una columna de gas y cenizas se elevaría a 9000 m encima del cráter. Las cenizas fueron dispersadas hasta 10 km aproximadamente. Esta leve actividad fue en constante aumento hasta fines de 1990. Debido a la dispersión de las cenizas sobre el ichu, muchos camélidos murieron y tuvo que ser evacuado el poblado de Saillai.